# Stallion Springs
Stallion Springs és una concentració de població designada pel cens dels Estats Units a l'estat de Califòrnia. Segons el cens del 2000 tenia 1.522 habitants.

## Demografia
Segons el cens del 2000, Stallion Springs tenia 1.522 habitants, 586 habitatges, i 469 famílies. La densitat de població era de 35,7 habitants/km².
Dels 586 habitatges en un 31,1% hi vivien nens de menys de 18 anys, en un 70% hi vivien parelles casades, en un 6,7% dones solteres, i en un 19,8% no eren unitats familiars. En el 16,4% dels habitatges hi vivien persones soles el 7,8% de les quals corresponia a persones de 65 anys o més que vivien soles. El nombre mitjà de persones vivint en cada habitatge era de 2,6 i el nombre mitjà de persones que vivien en cada família era de 2,91.
Per edats la població es repartia de la següent manera: un 26,3% tenia menys de 18 anys, un 4,3% entre 18 i 24, un 24,1% entre 25 i 44, un 23,7% de 45 a 60 i un 21,6% 65 anys o més.
L'edat mediana era de 42 anys. Per cada 100 dones de 18 o més anys hi havia 101,3 homes.
La renda mediana per habitatge era de 51.029 $ i la renda mediana per família de 53.958 $. Els homes tenien una renda mediana de 53.162 $ mentre que les dones 37.708 $. La renda per capita de la població era de 18.592 $. Entorn del 3,4% de les famílies i el 5,3% de la població estaven per davall del llindar de pobresa.

## Poblacions més properes
El següent diagrama mostra les poblacions més properes.